# Lista utworów Tribbsa

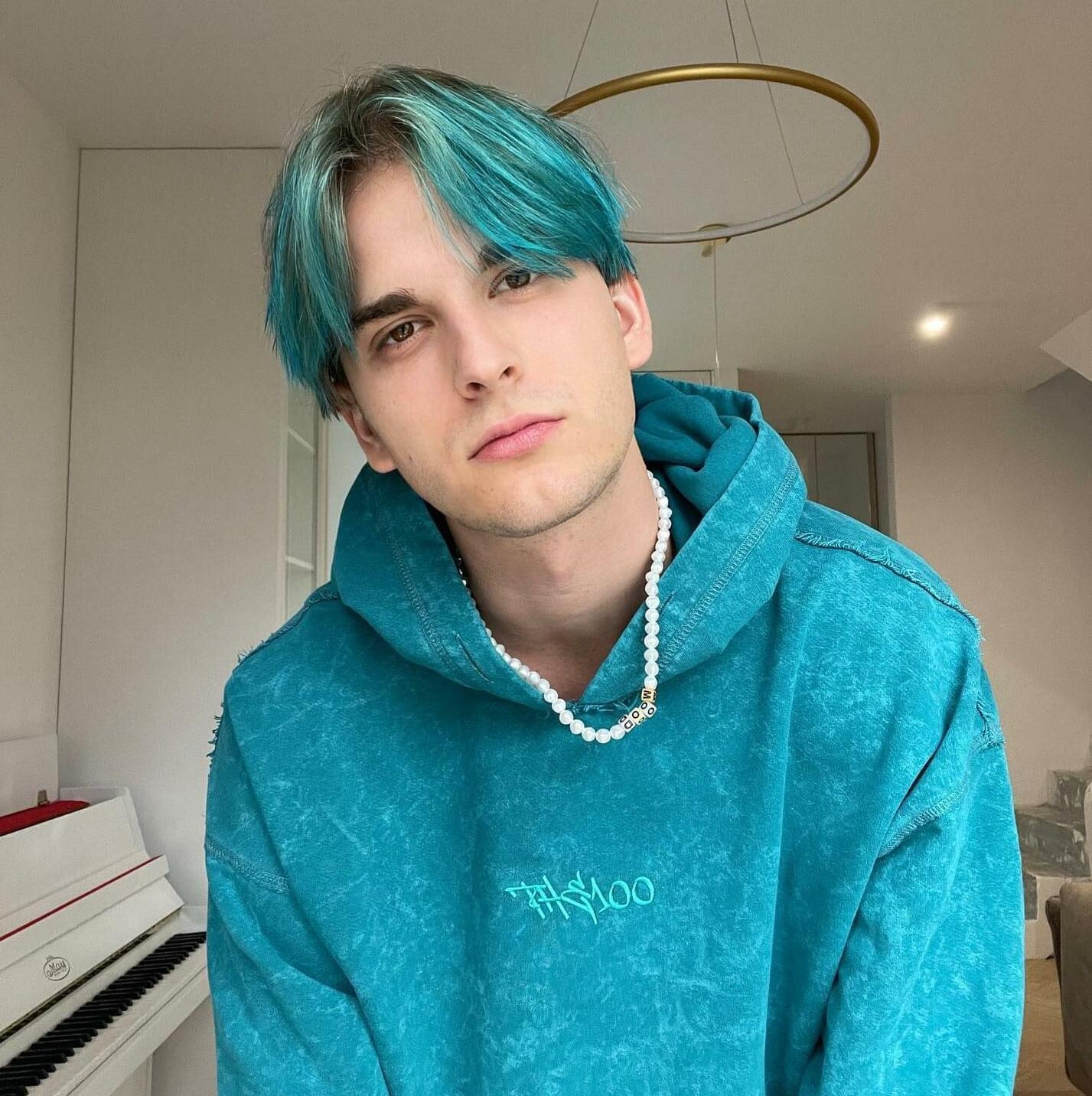
Tribbs w 2023 roku

Artykuł przedstawia listę utworów muzycznych polskiego artysty, kompozytora, producenta i DJ-a Mikołaja „Tribbsa” Trybulca, które zostały wydane na albumach, w postaci singli, na muzycznych platformach strumieniowych oraz/bądź w serwisie YouTube.
Lista zawiera utwory skomponowane lub współkomponowane, wyprodukowane lub współprodukowane przez Tribbsa, a także takie, których jest autorem lub współautorem oraz te, do których Tribbs stworzył lub współtworzył nowy aranż producencki (cover), remiks lub mashup. Lista zawiera zarówno utwory będące singlami, utworami i przedsięwzięciami muzycznymi (aranżacje, remiksy, mashupy) artysty, singlami i utworami Linii Nocnej, której jest członkiem, jak i singlami, utworami i przedsięwzięciami muzycznymi napisanymi, skomponowanymi, wyprodukowanymi lub zaaranżowanymi dla innych artystów. Osobno oznaczone zostały piosenki, które pojawiły się na Konkursach Piosenki Eurowizji (patrz sekcja: Uwagi).
Tabela zawiera informacje o:
- tytułach (w tym tytułach alternatywnych),
- ewentualnych pozostałych wykonawcach,
- autorach utworów,
- albumach, na których utwory się znalazły,
- latach powstania,
- wkładzie Tribbsa w dany utwór.

## Lista utworów
| Tytuł                                                  | Wykonawca                                           | Autorstwo | Produkcja | Album                        | Rok  | Wkład                                                    | Źródło                          |
| ------------------------------------------------------ | --------------------------------------------------- | --- | --- | ---------------------------- | ---- | -------------------------------------------------------- | ------------------------------- |
| „9 mostów”                                             | Linia Nocna, Otsochodzi                             | Monika Wydrzyńska, Miłosz Stępień, Tribbs | Tribbs | Heartbrakes & Promises vol.4 | 2018 | współautor współkompozytor producent                     | [ 1 ] [ 2 ] [ 3 ]               |
| „300”                                                  | Tribbs, Kubańczyk                                   | Kubańczyk, Tribbs | Tribbs | –                            | 2022 | kompozytor producent                                     | [ 4 ]                           |
| „1984”                                                 | Sean Dhondt                                         | Sean Dhondt, Tamzene Allison-Power, Mikolaj Trybulec | Sean Dhondt, Tamzene Allison-Power, Mikolaj Trybulec                                                                     | –                            | 2021 | współautor współkompozytor współproducent                | [ 5 ]                           |
| „A co jeśli”                                           | Małe TGD                                            | Piotr Nazaruk, Tribbs | Tribbs, Piotr Nazaruk | Online                       | 2021 | współproducent                                           | [ 6 ]                           |
| „A ja patrzę w niebo”                                  | Małe TGD                                            | Piotr Nazaruk, Tribbs | Tribbs, Piotr Nazaruk | Online                       | 2021 | współproducent                                           | [ 7 ]                           |
| „Acapulco” (remix)                                     | Tribbs, The Sometimes Island                        | Tribbs, Matthew Steven Blankenship | Tribbs | –                            | 2022 | producent                                                | [ 8 ] [ 9 ]                     |
| „All Night”                                            | Tribbs, C-BooL                                      | Tribbs, C-BooL, Scott Mac | Tribbs, C-BooL, Scott Mac                                                                                                | –                            | 2022 | współautor współkompozytor współproducent                | [ 10 ] [ 11 ]                   |
| „Alibi (feat. Rudimental) (TRIBBS Remix)”              | Ella Henderson, Rudimental, Tribbs                  | Artis Ivey Jr, Doug Rasheed, Ella Henderson, John Morgan, Larry Sanders, Maegan Cottone, Olivia Sebastianelli, Ruth-Anne Cunningham, Stevie Wonder, Will Lansley | Rudimental, Tribbs (jako autor remixu)                                                                                   | –                            | 2024 | producent remixu współwykonawca                          | [ 12 ]                          |
| „Amen”                                                 | Vincent Bueno                                       | Tobias Carshey, Tribbs, Pele Loriano, Ashley Hicklin, Jonas Thander                                                                                              | Tribbs, Jonas Thander, Pele Loriano.                                                                                     | –                            | 2021 | współkompozytor współproducent                           | [ 13 ] [ 14 ]                   |
| „Bad Touch” (cover)                                    | Pelican, Tribbs                                     | Pelican, Tribbs | Pelican, Tribbs | –                            | 2022 | współproducent                                           | [ 15 ] [ 16 ] [ 17 ]            |
| „Bal wszystkich świętych” (cover)                      | Tribbs                                              | Tribbs, Andrzej Mogielnicki, Romuald Lipko, Rollø, Rafał Smoleń                                                                                                  | Tribbs | –                            | 2021 | producent                                                | [ 18 ] [ 19 ] [ 20 ]            |
| „Ballada do płakania w aucie”                          | Linia Nocna                                         | Tribbs, Monika Wydrzyńska | Tribbs | –                            | 2022 | współautor współkompozytor                               | [ 21 ]                          |
| „Barbie”                                               | Viki Gabor                                          | Viki Gabor, Jeremi Sikorski, Tribbs, | Tribbs, Jeremi Sikorski, Andrzej Jaworski                                                                                | ID                           | 2022 | współautor współkompozytor współproducent                | [ 22 ]                          |
| „Bedroom”                                              | Beowülf, Diskover, Tribbs, gościnnie: Bright Sparks | Beowülf, Diskover, Tribbs | Beowülf, Diskover, Tribbs                                                                                                | –                            | 2020 | współproducent współkompozytor                           | [ 23 ]                          |
| „Bloody Mary – Explosion” (mashup)                     | Lady Gaga, Kalwi & Remi                             | Lady Gaga, Kalwi & Remi | Tribbs | –                            | 2023 | producent (mashup)                                       | [ 24 ]                          |
| „Błyski fleszy, plotki, ścianki”                       | Margaret                                            | Małgorzata Jamroży, Piotr Kozieradzki, Marek Walaszek, Tribbs | Małgorzata Jamroży, Piotr Kozieradzki, Marek Walaszek, Tribbs                                                            | Gaja Hornby                  | 2019 | współautor współkompozytor współproducent                | [ 3 ] [ 25 ]                    |
| „Bo mi się chce”                                       | Sound’n’Grace, gościnnie: Wojtek Makowski           | Tribbs, Monika Wydrzyńska | Tribbs | Początek                     | 2020 | producent współkompozytor współautor                     | [ 26 ] [ 27 ]                   |
| „Bohater”                                              | Małe TGD                                            | Piotr Nazaruk, Tribbs | Tribbs, Piotr Nazaruk | Góry do góry                 | 2018 | współproducent                                           | [ 28 ]                          |
| „Boys oh boys”                                         | Holly Molly                                         | Holly Molly, Tribbs | Tribbs | –                            | 2022 | producent współkompozytor                                | [ 29 ]                          |
| „Cap Cap (Burza)”                                      | Qry                                                 | Qry | Tribbs | Deszcz                       | 2021 | producent                                                | [ 8 ]                           |
| „Chains”                                               | Tribbs, gościnnie: Kata Kozma                       | Tribbs, Kata Kozma | Tribbs | –                            | 2020 | producent kompozytor                                     | [ 30 ]                          |
| „Chains”                                               | Tribbs                                              | Tribbs, Jennifer Biszczak, Ashley Hicklin | Tribbs | –                            | 2020 | współautor współkompozytor producent                     | [ 31 ]                          |
| „Champion”                                             | Yan                                                 | Tribbs, Ashley Hicklin, Bastien Kaltenbacher, Marine Kaltenbacher                                                                                                | Tribbs, Albert Markiewicz                                                                                                | –                            | 2023 | współproducent współkompozytor współautor                | [ 32 ]                          |
| „Chwile bez słów”                                      | Margaret, Kacezet                                   | Piotr Kozieradzki, Tribbs, Małgorzata Jamroży, Mateusz Kochaniec, Jan Szarecki                                                                                   | Piotr Kozieradzki, Tribbs, Małgorzata Jamroży, Mateusz Kochaniec, Jan Szarecki                                           | Gaja Hornby                  | 2019 | współautor współkompozytor współproducent                | [ 33 ] [ 3 ]                    |
| „Cisza”                                                | Qry, Hania Sztachańska                              | Qry | Tribbs | Deszcz                       | 2021 | producent                                                | [ 8 ]                           |
| „Close Your Eyes”                                      | Lucas Estrada, Tribbs, Stephen Puth                 | Lucas Estrada, Tribbs, Michael Shultz, Riley Smith | Tribbs | –                            | 2024 | producent współkompozytor współautor                     | [ 34 ] [ 35 ]                   |
| „Collide”                                              | Miles & Miles, Tribbs, Tiffany Aris                 | Miles & Miles, Tribbs | Miles & Miles, Tribbs | –                            | 2021 | współproducent współkompozytor                           | [ 36 ]                          |
| „Czarno-biały film”                                    | Hania Sztachańska                                   | Tribbs, Monika Wydrzyńska | Tribbs | –                            | 2020 | kompozytor producent                                     | [ 37 ]                          |
| „Cztery pory roku”                                     | Małe TGD                                            | Piotr Nazaruk, Tribbs | Tribbs, Piotr Nazaruk | Online                       | 2021 | współproducent                                           | [ 38 ]                          |
| „D.N.A”                                                | Justyna Steczkowska                                 | Justyna Steczkowska, Jeremi Sikorski, Tribbs, Monika Wydrzyńska, Andrzej Jaworski, Marek Walaszek, Kevin Mglej                                                   | Jeremi Sikorski, Tribbs, Andrzej Jaworski                                                                                | –                            | 2022 | współautor współproducent współkompozytor                | [ 39 ] [ 40 ]                   |
| „Dangerous”                                            | Sean Dhondt                                         | Sean Dhondt, Mikolaj Trybulec, Abigail Jones, Bertie Scott | Sean Dhondt, Mikolaj Trybulec, Abigail Jones, Bertie Scott                                                               | –                            | 2021 | współautor współkompozytor współproducent                | [ 5 ] [ 41 ]                    |
| „Đập Vỡ Tim Anh Cho Rồi”                               | Trong Hieu                                          | Tribbs, Trong Hieu, Florian Brückel, Toby Romeo, Luc Huy | Tribbs | –                            | 2020 | producent                                                | [ 3 ] [ 42 ]                    |
| „Deszcz”                                               | Qry                                                 | Tribbs, Qry, Rafał Smoleń | Tribbs | –                            | 2021 | producent kompozytor                                     | [ 43 ] [ 44 ]                   |
| „Dla Ciebie jestem sobą” (cover)                       | Linia Nocna                                         | Jerzy Wasowski, Jeremi Przybora, Tribbs | Tribbs | Szepty i dropy               | 2020 | producent                                                | [ 3 ]                           |
| „Drzewo”                                               | Małe TGD                                            | Piotr Nazaruk, Tribbs | Tribbs, Piotr Nazaruk | Wyspa skarbów                | 2020 | współproducent                                           | [ 45 ]                          |
| „Duże oczy”                                            | Smolasty, Francis, Pedro, Tribbs                    | Francis, Pedro, Tribbs, Smolasty | Francis, Pedro, Tribbs                                                                                                   | –                            | 2021 | współproducent                                           | [ 46 ] [ 47 ]                   |
| „Dzieci wybiegły” (cover)                              | Tribbs, gościnnie: Rollø                            | Tribbs, Kuba Sienkiewicz | Tribbs | –                            | 2021 | producent                                                | [ 48 ] [ 49 ]                   |
| „Dzięki, że jesteś”                                    | Lanberry, Tribbs                                    | Małgorzata Uściłowska, Tribbs | Tribbs | Heca                         | 2023 | współautor współkompozytor producent                     | [ 50 ]                          |
| „Dzisiaj”                                              | Tribbs, Kubańczyk                                   | Kubańczyk, Tribbs, Marek Walaszek, Albert Markiewicz | Tribbs | –                            | 2022 | współautor współkompozytor producent                     | [ 51 ] [ 52 ] [ 53 ]            |
| „Enough”                                               | Tribbs, John de Sohn, Rabaan                        | Tribbs, John de Sohn, Rabaan | Tribbs, John de Sohn, Rabaan                                                                                             | –                            | 2024 | współautor współproducent współkompozytor                | [ 54 ]                          |
| „Fire! (Tribbs Remix)” (remix)                         | Alan Walker, YUQI, JVKE, Tribbs                     | Alan Walker, Gunnar Greve, Fredrik Borch Olsen, Marcus Arnbekk, Mats Lie Skåre, Jim Bergsted, Helge Reinsnes Moen, Jake Lawson                                   | Alan Walker, Tribbs, JVKE                                                                                                | –                            | 2024 | współproducent, producent remixu                         | [ 55 ]                          |
| „Friend of a Friend”                                   | Lake Malawi                                         | Jan Steinsdoerfer, Tribbs, Albert Černý | Jan Steinsdoerfer, Tribbs, Albert Černý                                                                                  | –                            | 2019 | współautor współproducent współkompozytor                | [ 3 ] [ 56 ] [ 57 ] [ 58 ]      |
| „Future champ”                                         | Tribbs, Ben Cristovao                               | Tribbs, Ben Cristovao, Vincent Steffanson, Valentin Glage | Tribbs, Ben Cristovao, Vincent Steffanson, Valentin Glage,                                                               | –                            | 2023 | współkompozytor współproducent                           | [ 59 ] [ 60 ]                   |
| „Gaja Hornby”                                          | Margaret                                            | Mariusz Obijalski, Tribbs, KaCeZet | Mariusz Obijalski, Tribbs, KaCeZet                                                                                       | Gaja Hornby                  | 2019 | współautor współkompozytor współproducent                | [ 61 ] [ 62 ]                   |
| „Gdzie jestem ja”                                      | Linia Nocna                                         | Monika Wydrzyńska, Tribbs | Tribbs | Znikam na chwilę             | 2018 | współautor współkompozytor producent                     | [ 3 ]                           |
| „Gdziekolwiek”                                         | Linia Nocna                                         | Monika Wydrzyńska, Tribbs | Tribbs | Szepty i dropy               | 2020 | współautor współkompozytor producent                     | [ 3 ]                           |
| „Ghost”                                                | Vamero, Tribbs, Philip Strand                       | Vamero, Tribbs, Philip Strand | Vamero, Tribbs, Philip Strand                                                                                            | –                            | 2022 | współautor współproducent współkompozytor                | [ 63 ] [ 64 ]                   |
| „Goodbye”                                              | Stan Van Samang                                     | Stan Van Samang, Tribbs, Tamzene Allison-Power | Huub Reijnders | –                            | 2021 | współautor współkompozytor                               | [ 65 ] [ 3 ]                    |
| „Góry do góry” („Piękny świat przemierzasz pomaleńku”) | Małe TGD                                            | Piotr Nazaruk, Tribbs | Tribbs | Góry do góry                 | 2017 | producent                                                | [ 66 ]                          |
| „Happy Xmas (War is over)” (cover)                     | Lanberry                                            | John Lennon, Yoko Ono, Tribbs | Tribbs | –                            | 2022 | producent                                                | [ 67 ] [ 3 ]                    |
| „Hulajnogi”                                            | Linia Nocna                                         | Monika Wydrzyńska, Tribbs | Tribbs | Szepty i dropy               | 2019 | producent kompozytor współautor                          | [ 68 ] [ 3 ]                    |
| „Idę sobie”                                            | Małe TGD                                            | Piotr Nazaruk, Tribbs | Tribbs, Piotr Nazaruk | Wyspa skarbów                | 2020 | współproducent                                           | [ 69 ]                          |
| „In love with the DJ”                                  | Kerria, gościnnie: Sak Noel                         | Tribbs, Karin Soiref, Isaac Magmood Noel, Karol Wroblewski, Sak Noel                                                                                             | Karin Soiref, Isaac Magmood Noel, Karol Wroblewski, Sak Noel                                                             | –                            | 2022 | kompozytor                                               | [ 70 ]                          |
| „Intro”                                                | Linia Nocna                                         | Monika Wydrzyńska, Tribbs | Tribbs | Znikam na chwilę             | 2017 | współautor współkompozytor producent                     | [ 3 ]                           |
| „Jak Jsem Se Zamiloval”                                | Pro Tebe                                            | Adam Caha, Tribbs | Tribbs | –                            | 2020 | producent                                                | [ 71 ]                          |
| „Jutro”                                                | Małe TGD                                            | Piotr Nazaruk, Tribbs, | Tribbs, Piotr Nazaruk | Online                       | 2021 | współproducent                                           | [ 72 ]                          |
| „Just us”                                              | Roksana Węgiel, Tribbs                              | Tribbs, Emilija Jokunaityte, Roxie Węgiel, Albert Markiewicz | Tribbs | –                            | 2023 | współautor współkompozytor producent współwykonawca      | [ 73 ] [ 74 ]                   |
| „Kamikadze”                                            | Jeremi Sikorski                                     | Jeremi Sikorski, Tribbs, Andrzej Jaworski | Tribbs | –                            | 2022 | producent współkompozytor                                | [ 75 ] [ 76 ] [ 77 ]            |
| „Kaine Zeit zu Verlueren”                              | Octavian, Tribbs                                    | Mikołaj Trybulec, Octavian Rasinariu, Sophie Hertenstein | Tribbs | –                            | 2024 | współautor współkompozytor producent                     | [ 78 ]                          |
| „Kiedy mnie nie będzie już”                            | Linia Nocna                                         | Monika Wydrzyńska, Tribbs | Tribbs | Szepty i dropy               | 2020 | współautor współkompozytor producent                     | [ 3 ]                           |
| „Kiedyś Cię Znajdę” (cover)                            | Tribbs                                              | Reni Jusis, Tribbs | Tribbs | –                            | 2023 | wykonawca producent                                      | [ 79 ] [ 80 ]                   |
| „Ko-oddech”                                            | Klaudia Szafrańska                                  | Ofelia Iga Kreft, Tribbs, Klaudia Szafrańska | Tribbs | –                            | 2021 | współkompozytor producent                                | [ 81 ] [ 82 ]                   |
| „Kocham Cię”                                           | Małe TGD                                            | Piotr Nazaruk, Tribbs, | Tribbs, Piotr Nazaruk | Wyspa skarbów                | 2019 | współproducent                                           | [ 83 ]                          |
| „Komary”                                               | Linia Nocna                                         | Monika Wydrzyńska, Tribbs | Tribbs | Szepty i dropy               | 2020 | współautor współkompozytor producent                     | [ 3 ]                           |
| „Krakowski Spleen” (cover)                             | Tribbs gościnnie: Robert Wiewióra                   | Kora Jackowska, Marek Jackowski, Tribbs | Tribbs | –                            | 2023 | producent                                                | [ 84 ]                          |
| „Kranówka”                                             | Linia Nocna                                         | Monika Wydrzyńska, Tribbs | Tribbs | Szepty i dropy               | 2020 | współautor współkompozytor producent                     | [ 3 ]                           |
| „Last Christmas” (cover)                               | Tribbs, Reja Jay                                    | George Michael, Tribbs | Tribbs | –                            | 2021 | producent                                                | [ 85 ]                          |
| „Last Night”                                           | Duncan Laurence                                     | Tribbs, Duncan Laurence, Ashley Hicklin, Jordan Garfield | Tribbs, Duncan Laurence                                                                                                  | Small Town Boy               | 2020 | współautor współproducent współkompozytor                | [ 86 ] [ 87 ]                   |
| „Let's get fkd up”                                     | Alok, Mondello, CERES, Tribbs                       | Alok, Mondello, Tribbs | Alok, Mondello, Tribbs                                                                                                   | –                            | 2023 | współkompozytor, współproducent                          | [ 88 ]                          |
| „Liczę na Ciebie”                                      | Małe TGD                                            | Piotr Nazaruk, Tribbs | Tribbs, Piotr Nazaruk | Online                       | 2021 | współproducent                                           | [ 89 ]                          |
| „Lights”                                               | Bellman & Tribbs, gościnnie: Amaanda                | Bellman & Tribbs, gościnnie: Amaanda | Tribbs | –                            | 2020 | współkompozytor współwykonawca                           | [ 90 ]                          |
| „Lose Myself”                                          | Si Us Plau & Fella, gościnnie: Bertie Scott         | Bertram James Scott, Tribbs, Kasper Jabłoński, Paweł Strączek, Augustas Verbus, Lukas Kemesis                                                                    | Tribbs, Kasper Jabłoński, Paweł Strączek, Augustas Verbus, Lukas Kemesis                                                 | –                            | 2021 | współkompozytor współproducent                           | [ 91 ]                          |
| „Mbappe”                                               | Tribbs, Kubańczyk, Smolasty                         | Tribbs, Kubańczyk, Smolasty | Tribbs | –                            | 2023 | kompozytor współwykonawca                                | [ 92 ] [ 93 ]                   |
| „Mdli”                                                 | Linia Nocna                                         | Monika Wydrzyńska, Tribbs | Tribbs | Szepty i dropy               | 2020 | współautor współkompozytor producent                     | [ 3 ]                           |
| „Miłość”                                               | Małe TGD                                            | Piotr Nazaruk, Tribbs, | Tribbs, Piotr Nazaruk | Wyspa skarbów                | 2019 | współproducent                                           | [ 94 ]                          |
| „Moda”                                                 | Linia Nocna                                         | Monika Wydrzyńska, Tribbs | Tribbs | Szepty i dropy               | 2020 | współautor współkompozytor producent                     | [ 3 ]                           |
| „Moonlight”                                            | Viki Gabor                                          | Jeremi Sikorski, Tribbs, Marek Właszek, Viki Gabor | Tribbs | –                            | 2021 | współkompozytor producent                                | [ 95 ] [ 96 ]                   |
| „Mówiłeś”                                              | Lanberry                                            | Tribbs, Małgorzata Uściłowska, Patryk Kumór | Tribbs | –                            | 2019 | współkompozytor współautor producent                     | [ 97 ] [ 3 ]                    |
| „Na jeden dzień”                                       | Linia Nocna                                         | Monika Wydrzyńska, Tribbs | Tribbs | Znikam na chwilę             | 2017 | współautor współkompozytor producent                     | [ 3 ]                           |
| „Na skróty”                                            | Ewa Farna                                           | Tribbs, Ewa Farna, Jan Vávra i Kacper Gonera, Margaret, KaCeZet                                                                                                  | Tribbs, Ewa Farna, Jan Vávra, Kacper Gonera                                                                              | Umami                        | 2022 | współkompozytor producent                                | [ 98 ] [ 99 ] [ 100 ]           |
| „Nad Wisłą”                                            | Linia Nocna, Kuba Sienkiewicz                       | Monika Wydrzyńska, Tribbs, Kuba Sienkiewicz | Tribbs | Znikam na chwilę             | 2017 | współautor współkompozytor producent                     | [ 101 ] [ 3 ]                   |
| „Nad wodę”                                             | Tribbs, Wersow                                      | Wersow, Marissa, Monika Wydrzyńska, Tribbs | Tribbs | –                            | 2024 | współwykonawca współautor współkompozytor producent      | [ 102 ]                         |
| „Nadzieja”                                             | Małe TGD                                            | Piotr Nazaruk, Tribbs, | Tribbs, Piotr Nazaruk | Wyspa skarbów                | 2019 | współproducent                                           | [ 103 ]                         |
| „Never Ending Story”                                   | Daria, Kush Kush                                    | Kevin Zuber, Maciej Puchalski, Duncan Townsend, Daria Marcinkowska, Tribbs, Kevin Zaremba, Matthias Kurpiers, Gigi Lopez                                         | Kevin Zuber, Maciej Puchalski, Duncan Townsend, Daria Marcinkowska, Tribbs, Kevin Zaremba, Matthias Kurpiers, Gigi Lopez | –                            | 2022 | współproducent współkompozytor                           | [ 104 ] [ 105 ]                 |
| „Nie mogę zapomnieć”                                   | Ewelina Lisowska                                    | Ewelina Lisowska, Tribbs, Monika Wydrzyńska | Tribbs | –                            | 2020 | współkompozytor producent                                | [ 106 ] [ 107 ]                 |
| „Nie z tej ziemi”                                      | Roksana Węgiel & Małe TGD                           | Piotr Nazaruk | Piotr Nazaruk Tribbs | –                            | 2020 | współproducent                                           | [ 108 ] [ 109 ]                 |
| „Nieprzytomnie”                                        | Kamil Olivier                                       | Tribbs, Monika Wydrzyńska | Tribbs | –                            | 2017 | kompozytor producent                                     | [ 110 ] [ 111 ]                 |
| „Nirvana”                                              | Paradigm, Tribbs, Si Us Plau                        | Paradigm, Tribbs, Si Us Plau | Paradigm, Tribbs, Si Us Plau                                                                                             | –                            | 2022 | współautor współkompozytor współproducent                | [ 112 ]                         |
| „Notre Dame”                                           | Linia Nocna                                         | Monika Wydrzyńska, Tribbs | Tribbs | –                            | 2019 | współautor współkompozytor producent                     | [ 3 ]                           |
| „Nucę to od lat”                                       | Klaudia Szafrańska feat. Ofelia                     | Tribbs, Klaudia Szafrańska, Ofelia Iga Krefft | Tribbs | –                            | 2022 | współkompozytor producent                                | [ 113 ]                         |
| „Od nowa”                                              | Linia Nocna                                         | Monika Wydrzyńska, Tribbs | Tribbs | Szepty i dropy               | 2020 | współautor współkompozytor producent                     | [ 3 ]                           |
| „Oddech”                                               | MaRina                                              | MaRina, Squid Bits, Gverilla, Jeremi Sikorski, Tribbs | MaRina, Squid Bits, Gverilla, Jeremi Sikorski, Tribbs                                                                    | Warstwy                      | 2020 | współproducent współautor współkompozytor                | [ 114 ] [ 115 ]                 |
| „Ojciec wszystkich nas”                                | Małe TGD                                            | Piotr Nazaruk, Tribbs | Tribbs, Piotr Nazaruk | Góry do góry                 | 2017 | współproducent                                           | [ 116 ]                         |
| „Online”                                               | Małe TGD                                            | Piotr Nazaruk, Tribbs | Tribbs, Piotr Nazaruk | Online                       | 2022 | współproducent                                           | [ 117 ]                         |
| „Ostatni raz zatańczysz ze mną” (cover)                | Tribbs, Kubańczyk                                   | Tribbs, Krzysztof Krawczyk, Sławomir Sokołowski, Adam Jarek, Kubańczyk                                                                                           | Tribbs | –                            | 2022 | producent współwykonawca                                 | [ 118 ] [ 119 ] [ 120 ]         |
| „Otwórz okna”                                          | Małe TGD                                            | Piotr Nazaruk, Tribbs, Artur Juźko | Tribbs, Piotr Nazaruk | Online                       | 2021 | współproducent                                           | [ 121 ]                         |
| „Paznokieć…”                                           | Kosi, Squidbits, Tribbs, Sokół, Wuzet               | Kosi, Squidbits, Mikolaj Trybulec, Sokół, Wuzet | Kosi, Squidbits · Mikolaj Trybulec, Sokół, Wuzet                                                                         | –                            | 2022 | współkompozytor współproducent                           | [ 122 ] [ 115 ]                 |
| „Pierwszy raz”                                         | Monika Lewczuk                                      | Monika Lewczuk, Jeremi Sikorski, Tribbs, Marek Walaszek | JSMT PRODUCTION | –                            | 2021 | współautor współkompozytor                               | [ 123 ]                         |
| „Plan”                                                 | Linia Nocna                                         | Monika Wydrzyńska, Tribbs | Tribbs | Znikam na chwilę             | 2018 | współautor współkompozytor producent                     | [ 3 ]                           |
| „Poison”                                               | R3hab, Timmy Trumpet, W&W                           | R3HAB, Timmy Trumpet, W&w, Fadil El Ghoul, Timothy Jude Smith, Willem Van Hanegem, Ward Van Der Harst, Jennifer Biszczak, Tribbs, Richard Ashley Hicklin         | R3HAB, Timmy Trumpet, W&w                                                                                                | –                            | 2022 | współautor współkompozytor                               | [ 124 ] [ 125 ] [ 126 ]         |
| „Poniedziałek”                                         | Linia Nocna                                         | Monika Wydrzyńska, Tribbs | Tribbs | Szepty i dropy               | 2020 | współautor współkompozytor producent                     | [ 3 ] [ 127 ]                   |
| „Poślij mnie”                                          | Baza Centrum                                        | Aleksandra Hulecka, Piotr Bajak | Aleksandra Hulecka, Piotr Bajak                                                                                          | –                            | 2017 | producent aranżer                                        | [ 128 ]                         |
| „Poza ramą”                                            | Justyna Steczkowska                                 | Justyna Steczkowska, Kevin Mglej, Jeremi Sikorski, Andrzej Jaworski, Monika Wydrzyńska, Tribbs                                                                   | Wolf House | –                            | 2022 | współkompozytor                                          | [ 129 ] [ 130 ]                 |
| „Pustosłów”                                            | Lanberry                                            | Tribbs, Małgorzata Uściłowska, Monika Wydrzyńska | Tribbs | Co gryzie Panią L?           | 2020 | producent współautor współkompozytor                     | [ 131 ] [ 132 ] [ 133 ]         |
| „Ratuj”                                                | Smolasty, Tribbs                                    | Tribbs, Smolasty, Wojciech Wójcik, Rafał Smoleń | Tribbs | –                            | 2021 | kompozytor producent realizator wokali                   | [ 134 ] [ 135 ]                 |
| „Razem możemy”                                         | Hubert Jabłoński                                    | Tribbs, Monika Wydrzyńska | Tribbs | –                            | 2017 | kompozytor producent                                     | [ 136 ]                         |
| „River”                                                | Krystian Ochman                                     | Krystian Ochman, Ashley Hicklin, Tribbs, @atutowy | @atutowy, Tribbs | –                            | 2022 | współproducent współkompozytor                           | [ 137 ] [ 138 ]                 |
| „Rzecz o mych smutnych dz*wkach”                       | Kisiel                                              | Kisiel, Tribbs, Albert Markiewicz, Van Wodren | Kisiel, Tribbs, Albert Markiewicz, Van Wodren                                                                            | –                            | 2022 | współproducent                                           | [ 139 ]                         |
| „Same stars”                                           | Chemical Surf, Tribbs                               | Chemical Surf, Tribbs | Chemical Surf, Tribbs | –                            | 2021 | współautor współproducent współkompozytor                | [ 140 ]                         |
| „Sauvemente”                                           | Tribbs, Ceres                                       | Mikołaj Trybulec, Melissa Leite Dos Santos | Melissa Leite Dos Santos                                                                                                 | –                            | 2024 | współautor współkompozytor współwykonawca                | [ 141 ]                         |
| „Sezon”                                                | Tribbs, Smolasty                                    | Tribbs, Smolasty | Tribbs | –                            | 2022 | kompozytor producent                                     | [ 142 ]                         |
| „Sieć”                                                 | Małe TGD                                            | Piotr Nazaruk, Tribbs, | Tribbs, Piotr Nazaruk | Wyspa skarbów                | 2020 | współproducent                                           | [ 143 ]                         |
| „Siedem”                                               | Małe TGD                                            | Piotr Nazaruk, Tribbs | Tribbs, Piotr Nazaruk | Góry do góry                 | 2017 | współproducent                                           | [ 144 ]                         |
| „Siema”                                                | Małe TGD                                            | Piotr Nazaruk, Tribbs, | Tribbs, Piotr Nazaruk | Wyspa skarbów                | 2019 | współproducent                                           | [ 145 ]                         |
| „Silhouette”                                           | Gjon’s Tears                                        | Ash Hicklin, Duncan Laurence, François Welgryn, Gjon’s Tears, Jordan Garfield, Tribbs                                                                            | Ash Hicklin, Duncan Laurence, François Welgryn, Gjon’s Tears, Jordan Garfield, Tribbs                                    | –                            | 2022 | wspólkompozytor współproducent                           | [ 146 ] [ 147 ]                 |
| „Skarb”                                                | Małe TGD                                            | Piotr Nazaruk, Tribbs | Tribbs, Piotr Nazaruk | Wyspa skarbów                | 2020 | współproducent                                           | [ 148 ]                         |
| „Smak słów” (remix)                                    | Tribbs, Goya                                        | Tribbs, Magdalena Wójcik, Goya | Tribbs | –                            | 2022 | producent                                                | [ 149 ] [ 150 ] [ 151 ]         |
| „Solo”                                                 | Blanka                                              | Tribbs, Maciej Puchalski Bartłomiej Rzeczycki, Marcin Górecki, Blanka Stajkow, Maria Broberg, Julia Sundberg                                                     | Tribbs, Maciej Puchalski                                                                                                 | –                            | 2022 | współproducent współkompozytor                           | [ 152 ] [ 153 ] [ 154 ] [ 155 ] |
| „Somebody”                                             | Oliver Heldens, Funkin Matt, Bright Sparks          | Ashley Hicklin, Mats Ronander, Olivier J.L. Heldens, Tribbs | Ashley Hicklin, Mats Ronander, Tribbs                                                                                    | –                            | 2020 | współproducent współkompozytor                           | [ 156 ] [ 3 ]                   |
| „Stay All Night” (From Temptation Island, Season 5)    | Tribbs, Bright Sparks                               | Tribbs, Ashley Hicklin | Tribbs, Ashley Hicklin                                                                                                   | –                            | 2023 | współwykonawca współproducent współkompozytor            | [ 157 ] [ 158 ] [ 159 ]         |
| „Stegna” (remix)                                       | Tribbs, gościnnie: Pani Gosia Dziedzic              | Tribbs, Małgorzata Dziedzic | Tribbs | –                            | 2022 | producent (remix)                                        | [ 160 ] [ 161 ] [ 162 ]         |
| „Światła miast”                                        | Sylvia Novak                                        | Sylvia Novak, Tribbs Tomasz Kulik | Tribbs | –                            | 2022 | współkompozytor producent                                | [ 163 ]                         |
| „Światło”                                              | Margaret                                            | Piotr Kozieradzki, Tribbs, Małgorzata Jamroży, Mateusz Kochaniec                                                                                                 | Piotr Kozieradzki, Tribbs, Małgorzata Jamroży, Mateusz Kochaniec                                                         | Gaja Hornby                  | 2019 | współautor współkompozytor współproducent                | [ 164 ] [ 3 ]                   |
| „Ta noc”                                               | Tribbs, Kubańczyk                                   | Tribbs, Kubańczyk, Albert Markiewicz, Andrzej Piaseczny, Zdzisław Zioło                                                                                          | Tribbs | –                            | 2023 | współkompozytor, producent, współwykonawca               | [ 165 ] [ 166 ]                 |
| „Tak jak my”                                           | Linia Nocna, Buslav                                 | Monika Wydrzyńska, Tribbs | Tribbs | Znikam na chwilę             | 2018 | współautor współkompozytor producent                     | [ 3 ] [ 167 ]                   |
| „Tak jak Ty”                                           | Filipek, Tribbs                                     | Tribbs, Filipek | Tribbs | –                            | 2023 | kompozytor, producent                                    | [ 168 ] [ 169 ]                 |
| „Tak proste to jest”                                   | Linia Nocna                                         | Monika Wydrzyńska, Tribbs | Tribbs | Znikam na chwilę             | 2018 | współautor współkompozytor producent                     | [ 3 ]                           |
| „Tańczysz Ale Płaczesz (komercyjny)”                   | Pezet                                               | Pezet, Tribbs, Deemz | Tribbs, Deemz | Abstrakt                     | 2023 | współkompozytor, producent                               | [ 170 ] [ 171 ]                 |
| „To Be Loved”                                          | Tribbs, Neptunica, Beks                             | Maximillian Bohnet, Tribbs, Nicolas Heine, Peter Stanowsky, Rebecca Jane Callender                                                                               | Maximillian Bohnet, Mikołaj Trybulec, Nicolas Heine, Rebecca Jane Callender                                              | –                            | 2024 | współautor współkompozytor współproducent                | [ 172 ] [ 173 ]                 |
| „To błąd”                                              | Linia Nocna                                         | Monika Wydrzyńska, Tribbs | Tribbs | Znikam na chwilę             | 2018 | współautor współkompozytor producent                     | [ 3 ]                           |
| „Toxic Love”                                           | Viki Gabor                                          | Jeremi Sikorski, Tribbs, Marek Walaszek, Avant Productions & Records, Viki Gabor, Rafał Smoleń                                                                   | Jeremi Sikorski, Tribbs we współpracy z Avant Productions & Records                                                      | –                            | 2021 | współproducent współkompozytor współautor                | [ 174 ] [ 175 ]                 |
| „Tragic (Never Let Go)”                                | Vanessa Mai, Tribbs                                 | Vanessa Mai, Tribbs | Tribbs | –                            | 2024 | producent współwykonawca współautor współkompozytor      | [ 176 ]                         |
| „Tylko komfort”                                        | Martina M.                                          | Martyna Matwiejczuk, Tribbs, Monika Wydrzyńska, Kamil Raciborski                                                                                                 | Tribbs, | –                            | 2020 | współautor współkompozytor producent                     | [ 177 ] [ 178 ]                 |
| „Układanki”                                            | Young Igi, Margaret                                 | Tribbsa, KaCeZet, Err Bits, Igora Ośmiałowski, Małgorzata Jamroży                                                                                                | Tribbs, KaCeZet, Err Bits                                                                                                | Układanki                    | 2019 | współkompozytor współproducent                           | [ 179 ] [ 3 ]                   |
| „Ukulele”                                              | Małe TGD                                            | Piotr Nazaruk, Tribbs | Tribbs, Piotr Nazaruk | Wyspa skarbów                | 2020 | współproducent                                           | [ 180 ]                         |
| „Um allan alheiminn”                                   | Sigga Ózk                                           | Sigga Ózk, Birkir Blær, Tribbs | Tribbs | –                            | 2024 | współkompozytor producent                                | [ 181 ] [ 182 ]                 |
| „Universo”                                             | Blas Cantó                                          | Ash Hicklin, Dangelo Ortega, Tribbs, Dan Hammond | Tribbs, Dan Hammond | –                            | 2020 | współkompozytor współproducent                           | [ 183 ] [ 138 ]                 |
| „Uraza”                                                | Małe TGD                                            | Piotr Nazaruk, Tribbs | Tribbs, Piotr Nazaruk | Online                       | 2022 | współproducent                                           | [ 184 ]                         |
| „W moim ogrodzie” (Daab cover)                         | Linia Nocna                                         | Monika Wydrzyńska, Tribbs, Daab | Tribbs | Znikam na chwilę             | 2018 | współautor producent                                     | [ 3 ] [ 185 ]                   |
| „W sercu żal”                                          | Marcin Maciejczak                                   | Tribbs, Marcin Szwajcer Monika Wydrzyńska Haula Nakakembo | Tribbs | –                            | 2021 | producent współkompozytor                                | [ 186 ]                         |
| „W tobie tonę”                                         | Linia Nocna                                         | Monika Wydrzyńska, Tribbs | Tribbs | Znikam na chwilę             | 2018 | współautor współkompozytor producent                     | [ 3 ]                           |
| „Watergun”                                             | Remo Forrer                                         | Ashley Hicklin, Argyle Singh, Tribbs, Thomas Oehler, Pele Loriano,                                                                                               | Tribbs, Thomas Oeler, Pele Loriano                                                                                       | –                            | 2023 | współautor współkompozytor współaranżer współproducent   | [ 187 ] [ 188 ]                 |
| „What’s wrong with your head”                          | Tribbs, gościnnie: Theresa Rex                      | Albert Markiewicz, Hayley Louise May, Theresa Schæfer Hansen, Tribbs                                                                                             | Tribbs | –                            | 2023 | współwykonawca, współkompozytor, współautor, producent   | [ 189 ]                         |
| „Whisky”                                               | Volkoder & Tribbs, gościnnie: Reja Jay              | Volkoder, Tribbs | Tribbs, Volkoder | –                            | 2021 | współwykonawca współproducent współkompozytor współautor | [ 190 ] [ 191 ]                 |
| „Whistle” (cover)                                      | Laidback Luke, Tribbs, gościnnie: Bertie Scott      | Laidback Luke, Tribbs, Flo Rida | Tribbs, Laidback Luke | –                            | 2021 | współproducent śpiew w chórkach                          | [ 192 ] [ 193 ] [ 194 ] [ 3 ]   |
| „Whithout You”                                         | Tribbs                                              | Tribbs, Stevie Appleton, Tessa Pettman, Albert Markiewicz | Tribbs | –                            | 2023 | producent współautor współkompozytor                     | [ 195 ] [ 196 ] [ 197 ]         |
| „Wiara czyni cuda”                                     | Małe TGD                                            | Piotr Nazaruk, Tribbs, | Tribbs, Piotr Nazaruk | Wyspa skarbów                | 2019 | współproducent                                           | [ 198 ]                         |
| „Wpadłeś mi w inne”                                    | Linia Nocna                                         | Monika Wydrzyńska, Tribbs | Tribbs | Szepty i dropy               | 2020 | współautor współkompozytor producent                     | [ 3 ] [ 199 ]                   |
| „Wyszłam z ciała zaraz wracam”                         | Linia Nocna                                         | Monika Wydrzyńska, Tribbs | Tribbs | Szepty i dropy               | 2020 | współautor współkompozytor producent                     | [ 3 ]                           |
| „You & I”                                              | Flux Pavillion, Kata Kozma                          | Kata Kozma, Joseph Hartwell Jones, Ashley Hicklin, Joshua Kierkegaard G Steele, Tribbs                                                                           | Kata Kozma, Joseph Hartwell Jones, Ashley Hicklin, Joshua Kierkegaard G Steele, Tribbs                                   | –                            | 2020 | współkompozytor współproducent                           | [ 200 ] [ 3 ]                   |
| „Zanim powiem słowo”                                   | Małe TGD                                            | Piotr Nazaruk, Tribbs | Tribbs, Piotr Nazaruk | Online                       | 2021 | współproducent                                           | [ 201 ]                         |
| „Zapach perfum”                                        | Tomash                                              | tomash, Andy Dust, Jeremi Sikorski, Tribbs, Andy Dust, Jsmt Production                                                                                           | Andy Dust, Jsmt Production                                                                                               | –                            | 2022 | współkompozytor współautor                               | [ 202 ] [ 203 ]                 |
| „Zawijaj się”                                          | Tatiana Kopala                                      | Jeremi Sikorski, Tribbs Marek Walaszek | Tribbs Jeremi Sikorski                                                                                                   | –                            | 2022 | współkompozytor producent                                | [ 204 ]                         |
| „Zielone żoli”                                         | Linia Nocna                                         | Monika Wydrzyńska, Tribbs | Tribbs | Szepty i dropy               | 2020 | współautor współkompozytor producent                     | [ 3 ]                           |
| „Znikam na chwilę”                                     | Linia Nocna                                         | Monika Wydrzyńska, Tribbs | Tribbs | Znikam na chwilę             | 2017 | współautor współkompozytor producent                     | [ 205 ] [ 206 ]                 |
| „Znikam na chwilę (Basserati Chillout Flip)”           | Linia Nocna                                         | Monika Wydrzyńska, Tribbs | Tribbs | Znikam na chwilę             | 2018 | współautor współkompozytor producent                     | [ 3 ]                           |
| „Z Tobą było mi lepiej”                                | Robert Wiewióra                                     | Mikołaj Trybulec, Andrzej Jaworski, Monika Wydrzyńska, Robert Wiewióra                                                                                           | Tribbs |                              | 2024 | współautor współkompozytor producent                     | [ 207 ]                         |
| „Zwiastun”                                             | Wolska                                              | Patrycja Wolska | Tribbs | –                            | 2023 | producent                                                | [ 208 ] [ 209 ]                 |